# Yanam
Yanam (Telugu: యానాం Yānām, französisch: Yanaon) ist eine Stadt im Osten Indiens mit rund 56.000 Einwohnern. Die ehemalige französische Kolonie bildet eine zum Unionsterritorium Puducherry (Pondicherry) gehörige Exklave, die vom Bundesstaat Andhra Pradesh umgeben wird.

## Geografie
Yanam liegt 14 Kilometer von der Küste des Golfs von Bengalen entfernt im Delta des Godavari-Flusses an der Stelle, wo der Mündungsarm Koringa sich vom Hauptarm des Godavari abzweigt. Das administrative Gebiet der Stadtgemeinde (municipality) ist deckungsgleich mit dem Distrikt Yanam und umfasst ein Gebiet von 30 Quadratkilometern. Das Gebiet wird gänzlich vom Distrikt East Godavari des Bundesstaats Andhra Pradesh umgeben. Yanam bildet neben Puducherry, Karaikal und Mahe einen von vier räumlich voneinander getrennten Distrikten des Unionsterritoriums Puducherry. Die Stadt Puducherry, die Hauptstadt des Unionsterritoriums, liegt rund 870 Kilometer südlich von Yanam.
In Yanam herrscht ein wechselfeuchtes Tropenklima vor. Die Jahresmitteltemperatur beträgt 27,8 °C, das Jahresmittel des Niederschlages liegt bei 1.094 mm. Die meisten Niederschläge fallen während des Nordostmonsuns zwischen September und Oktober. Auch während des Südwestmonsuns zwischen Juli und August kommt es zu Regenfällen.

## Geschichte

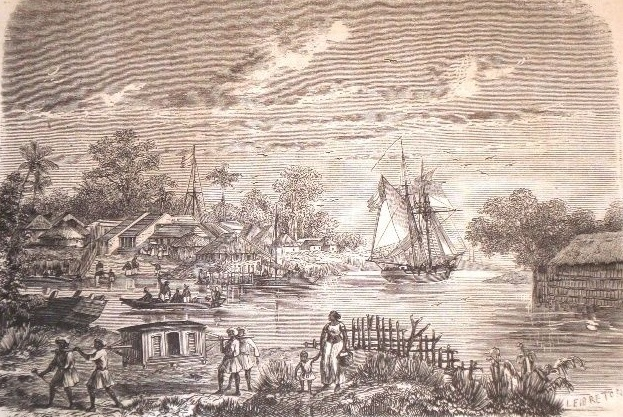
Historische Ansicht von Yanam (1857)

Im Jahr 1723 gründete die Französische Ostindienkompanie einen Handelsposten in Yanam. Dieser wurde bereits vier Jahre später wieder aufgegeben, im Jahr 1743 aber wieder besetzt. Als Ergebnis des Siebenjährigen Krieges musste Frankreich 1763 im Pariser Frieden den größten Teil seiner Besitzungen in Indien an Großbritannien abgeben. Yanam blieb aber als einer von fünf Handelsstützpunkten in französischer Hand und wurde zu einem Teil Französisch-Indiens. Während der Koalitionskriege stand Yanam zwischen 1793 und 1802 sowie erneut ab 1803 unter britischer Besatzung, ehe es 1815 wieder Frankreich zugesprochen wurde. 1839 richtete ein Zyklon schwere Verwüstungen in Yanam an. Nachdem Indien 1947 unabhängig geworden war, annektierte es 1954 die französischen Kolonien. Der Vertrag, in dem Frankreich seine Kolonien an Indien abtrat, wurde 1956 abgeschlossen, trat aber erst 1962 nach der Ratifizierung durch das französische Parlament de jure in Kraft. Im Jahr darauf wurde das Unionsterritorium Puducherry gegründet.

## Bevölkerung

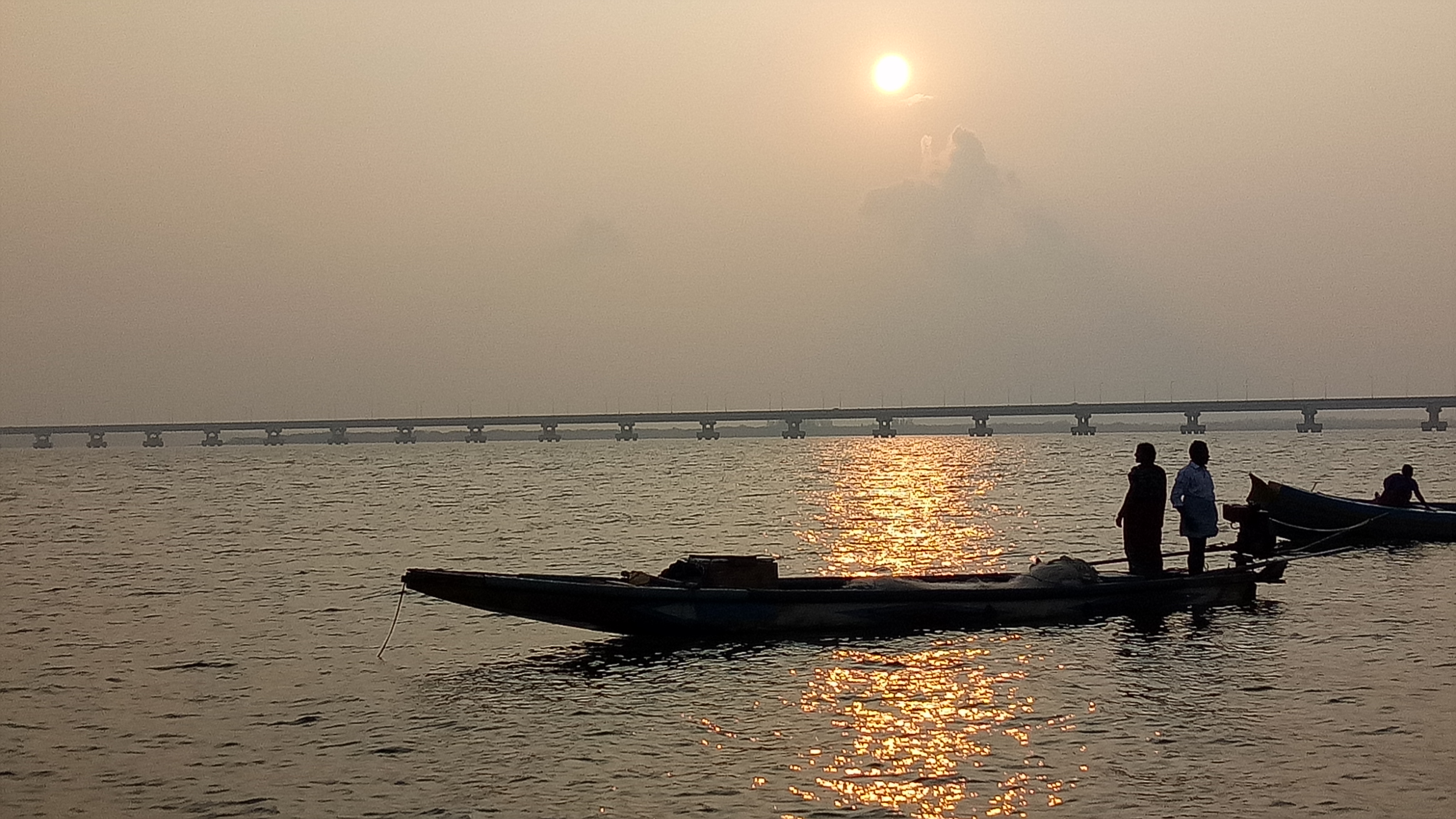
Fischerboote auf dem Godavari-Fluss

Nach der indischen Volkszählung 2011 hat Yanam 55.626 Einwohner. Damit ist Yanam der zweitkleinste der vier Distrikte des Unionsterritoriums Puducherry und fällt mit wenig mehr als vier Prozent der Gesamtbevölkerung demografisch kaum ins Gewicht. Rund 15 Prozent der Einwohner des Distrikts sind Angehörige niederer Kasten (Scheduled Castes). Die Alphabetisierungsquote beträgt 79 Prozent.
Unter den Einwohnern Yanams stellen Hindus nach der Volkszählung 2011 mit 96 Prozent die große Mehrheit. Daneben gibt es kleine Minderheiten von Muslimen (2 Prozent) und Christen (rund 1,5 Prozent). Die vorherrschende Sprache ist wie im benachbarten Andhra Pradesh Telugu, das von 96 Prozent der Bevölkerung als Muttersprache gesprochen wird. Es dient auf Distriktebene auch als Amtssprache.